# Alexius II.

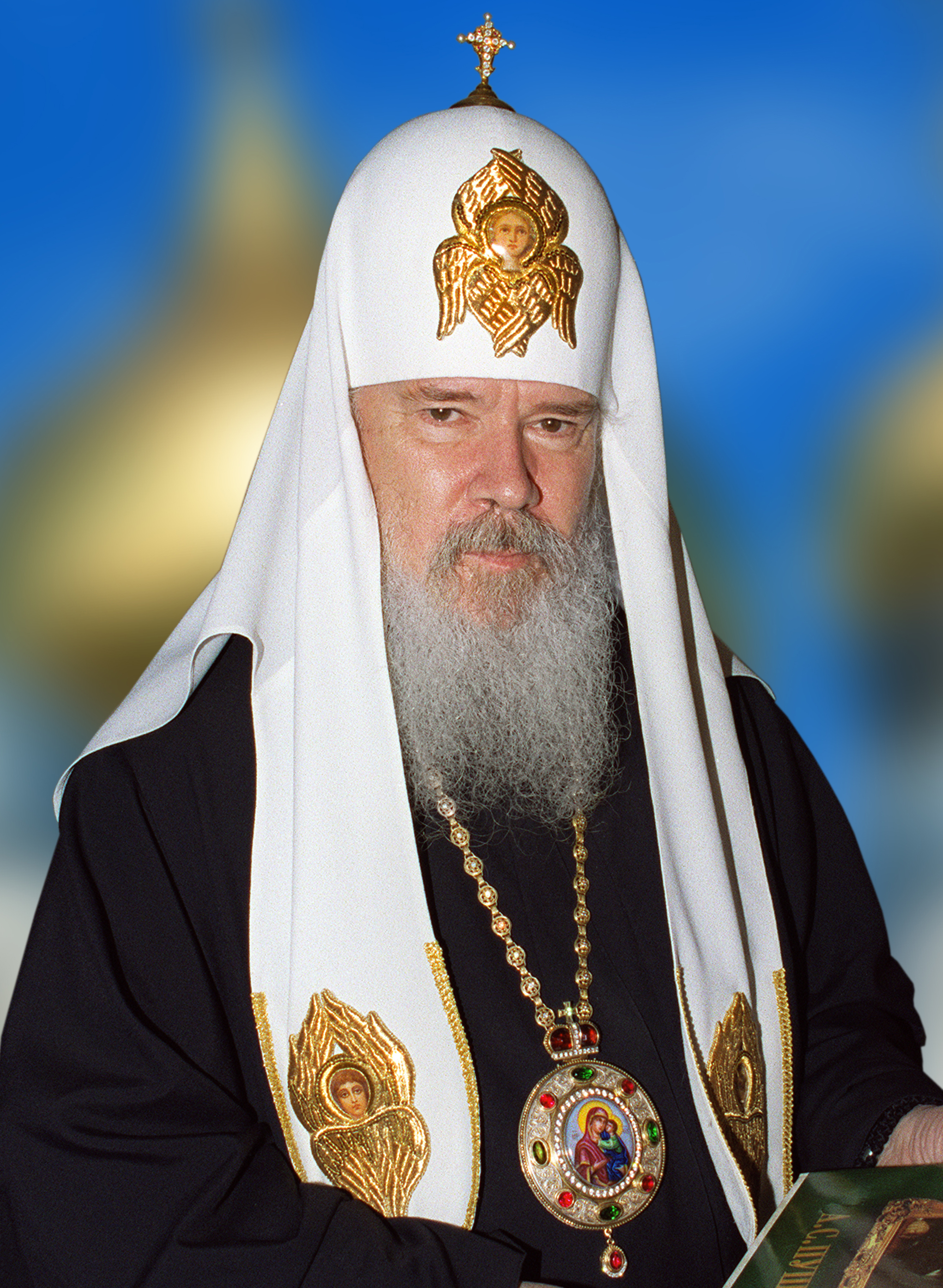
Alexius II. im Jahr 1995

Alexius II. (weltlicher Name Alexei Michailowitsch Rüdiger bzw. Ridiger (nach einer Übertragungsvariante des Buchstaben ü ins Kyrillische), russisch Алексей Михайлович Ридигер, * 23. Februar 1929 in Tallinn, Estland; † 5. Dezember 2008 in  Moskau) war vom 10. Juni 1990 bis zu seinem Tod Patriarch von Moskau und der ganzen Rus und damit das Oberhaupt der Russisch-Orthodoxen Kirche.
Die Schreibweise seines Namens im Russischen lautet Алексей (Alexej, modernes Russisch) bzw. Алексий (Alexij, Altrussisch bzw. Altkirchenslawisch).

## Leben
Alexius II. wurde als Alexei Rüdiger in einer russischen Adelsfamilie deutscher Abstammung geboren. Das Geschlecht stammte ursprünglich aus Ostpreußen und trat zuerst in den polnischen, danach in den russischen Dienst. Alexeis Vater war Michael Alexándrowitsch Rüdiger (Russisch: Михаил Александрович Ридигер), adliger Abstammung. Er stammte aus einem Familienzweig, der im 19. Jahrhundert den orthodoxen Glauben angenommen hatte, und wurde 1902 in St. Petersburg geboren. Nach der Oktoberrevolution floh er mit seinen Eltern nach Estland. Dort empfing Alexeis Vater Michael 1942 die Priesterweihe; er starb 1964. Alexeis Mutter war Jeléna Ióssifowna Píssarewa (Russisch: Елена Иосифовна Писарева), geboren 1902 in Reval (Tallinn), gestorben 1959 ebenda. Sie war die Tochter eines von den Bolschewiki erschossenen Obristen der Zarenarmee.
Alexei empfing 1950 die Priesterweihe. 1961 wurde er zum Mönch geschoren und zum Bischof von Tallinn und Estland geweiht. Im Juni 1990 wurde er nach dem Tod von Pimen I. zum Patriarchen gewählt. In seine Zeit fiel die postsowjetische Wiedergeburt der Russisch-Orthodoxen Kirche, die durch Rückgabe zahlreicher Bauwerke und Besitztümer an die Kirche sowie die Wiedererrichtung und Restaurierung zerstörter und beschädigter Sakralbauten gekennzeichnet war. Am 28. August 2004 wurde ihm die Ikone Gottesmutter von Kasan vom Vatikan überbracht und übergeben.
Zu seinen Taten im Amt des Patriarchen zählte unter anderem die Heiligsprechung des letzten russischen Zaren Nikolaus II. Zu den kirchenpolitischen Erfolgen von Alexius II. zählt die 2007 erfolgte Wiedervereinigung mit der Russisch-Orthodoxen Auslandskirche, die sich nach der Oktoberrevolution von der Kirche in der Sowjetunion abgespalten hatte.

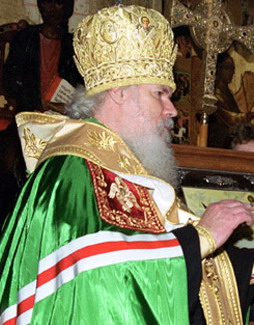
Alexius II. im Jahr 2000

Alexius II. starb am 5. Dezember 2008 an Herzversagen in seiner Residenz in Nowo-Peredelkino. Nach den mehrtägigen Trauerfeierlichkeiten in der Christ-Erlöser-Kathedrale, wo sein Leichnam aufgebahrt wurde, wurde er am 9. Dezember, seinem Wunsch entsprechend, in der Moskauer Epiphanien-Kathedrale zu Jelochowo in einer Gruft beigesetzt.
Zum Nachfolger im Amt des Patriarchen wurde am 27. Januar 2009 Kyrill von Smolensk und Kaliningrad (fortan: Kyrill I.) von einem Sobor gewählt.

## KGB-Vergangenheit
Nach Dokumenten, die von Wassili Nikititsch Mitrochin aus Russland geschmuggelt wurden und teilweise in der britischen Presse erschienen, war Patriarch Alexius II. während der Sowjet-Ära ein Agent des KGB. Angeblich wurde er am 28. Februar 1958 unter dem Code-Namen Drosdow rekrutiert. Die Russische Kirche bezweifelt die Echtheit dieser Dokumente. Erzpriester Wsewolod Tschaplin verweist darauf, dass in dieser Zeit alle Bischöfe mit dem Rat für Religionsangelegenheiten zusammenarbeiten mussten; diese staatliche Einrichtung habe ihr Material dann an den KGB weitergeleitet.

## Stellung zur römisch-katholischen Kirche
Alexius II. sprach sich zwar grundsätzlich für eine schrittweise Annäherung an die römisch-katholische Kirche aus, einen Besuch des Papstes in Russland lehnte er allerdings ab, da er dies als Werbung für den katholischen Glauben im Lande betrachtete. Ein im Jahr 1997 geplantes Treffen mit Papst Johannes Paul II. im Zisterzienserstift Heiligenkreuz bei Wien sagte der Patriarch kurz vorher ab, mit der Begründung, die Katholiken betrieben Proselytismus. Auf eine von der russisch-orthodoxen Kirche als Voraussetzung für ein Treffen geforderte gemeinsame Erklärung gegen den Proselytismus ließ sich der Vatikan nicht ein. Alexius II. begrüßte das von Papst Benedikt XVI. am 7. Juli 2007 veröffentlichte Apostolische Schreiben (Motu Proprio) Summorum Pontificum, das für die römische Kirche die Messe nach dem traditionellen tridentinischen Ritus, der außerordentlichen Form des Römischen Ritus, wieder allgemein freigab, da dies die Ökumene mit den orthodoxen Kirchen stärken und begünstigen könne. Kurz vor dem Tod Alexius’ II. wurde bekannt, dass es möglicherweise zu einer ersten Begegnung mit Papst Benedikt XVI. im Herbst 2009 im aserbaidschanischen Baku anlässlich des Gipfeltreffens der Oberhäupter der Weltreligionen hätte kommen sollen.